# فرودگاه اسکوا رپیدز
فرودگاه اسکوا رپیدز (به انگلیسی: Squaw Rapids Airport) یک فرودگاه همگانی است که یک باند فرود چمن دارد و طول باند آن ۹۱۴ متر است. این فرودگاه در کشور کانادا قرار دارد و در ارتفاع ۳۱۷ متری از سطح دریا واقع شده است.